# Томас Маврос
Томас Маврос (на гръцки: Θωμάς Μαύρος) е бивш гръцки футболист, играл на поста нападател – ляво крило.
Роден е на 31 май 1954 в Калитеа, Гърция). Считан е за един от най-добрите гръцки футболисти за всички времена и е легенда на гръцкия АЕК Атина. Той е голмайстор номер 1 на гръцката най-висша лига – Алфа Етники (днес Гръцка Суперлига) за всички времена с 337 гола.

## Клубна кариера

### Паниониос
Израснал в Неа Смирни, Маврос влиза в юношеските отбори на Паниониос. След не много време успява да влезе и в мъжкия отбор на клуба. Скоро след това става и най-младият футболист, вкарвал в гръцката суперлига. На същата млада възраст изиграва и първия си мач за гръцкия национален отбор, играейки все още за един от по-малките клубове в Гърция. В евротурнирите изиграва първия си мач на 16 септември 1971 срещу Атлетико Мадрид. По този начин става и най-младият гръцки футболист, играл в Европа.

### АЕК Атина
През 1975 г. президентът на гръцкия гранд АЕК Атина – Лукас Барлос поискал да подпише с младия нападател, но от Паниониос отказали да дадат най-добрия си футболист. Тогава става ясно че когато Маврос подписва професионалния си договор с Паниониос е бил под задължителната възраст, което прави договора невалиден. Въпреки всичко от Паниониос продължили да блокират трансфера, което довело до съдебен спор продължил през целия сезон 1975/76. По това време на Томас не му било разрешено да играе в нито един от двата клуба. След като проблемите били решени, Маврос най-накрая преминал в АЕК Атина през 1976 г. Той веднага станал основен футболист, помагайки на клуба да стигне до полуфиналите на Купата на Уефа през сезон 1976 – 77 и печелейки две титли на Гърция (1977 – 78 и 1978 – 79), две купи на страната (1978, 1983). Също така успява да стане голмайстор на Алфа Етники три пъти (1978 с 22 гола, 1979 с 31 гола и 1985 с 27 гола). През 1979 г. става и втори голмайстор на Европа на три гола след футболистът на АЗ Алкмаар Кес Кист. Той като нападател и Душан Баевич като плеймейкър били най-добрата двойка в Гърция и една от най-добрите в Европа по това време. Феновете на АЕК го обичат заради това че е един от малкото останали в клуба след напускането на Барлос и заради това, че вкарвал често на другия претендент за титлите по онова време Олимпиакос. Те често го наричали с прозвището „Бог“ и винаги като вкарвал целия стадион скандирал „Кой, кой, кой? Маврос Богът!“ (гр. „Ποιος, ποιος, ποιος; ο Μαύρος ο Θεός“). На 22 юни 1984 г. Маврос получил честта да бъде поканен да се присъедини към Световната XI-рка заедно със своя сънародник Василис Хадзипанагис и други легенди като Франц Бекенбауер, Рууд Крол, Йохан Неескенс, Питър Шилтън, Кевин Кийгън, Марио Кемпес, Уго Санчес и Феликс Магат. 20 000 гърци били на Джайънтс Стейдиъм в Ню Йорк да гледат мача на Световната XI-рка срещу Ню Йорк Космос при победата с 3:1. В интерес на истината, по думи на Маврос, по време на мача, Бекенбауер му казал „Най-накрая ти дойде“, имайки предвид желанието на неговия Ню Йорк Космос да подпише с Томас.